# Belo Polje (Surdulica)
Pour les articles homonymes, voir Belo Polje.
Belo Polje (en serbe cyrillique : Бело Поље) est une ville de Serbie située dans la municipalité de Surdulica, district de Pčinja. Au recensement de 2011, elle comptait 508 habitants.
Belo Polje est officiellement classé parmi les villes de Serbie. La localité est également connue sous le nom de Bijelo Polje.

## Démographie

### Évolution historique de la population
| 1948 | 1953 | 1961 | 1971 | 1981 | 1991 | 2002 | 2011 |
| ---- | ---- | ---- | ---- | ---- | ---- | ---- | ---- |
| 148  | 201  | 238  | 324  | 480  | 568  | 545  | 508  |

|  |